# A Perfect Circle
A Perfect Circle es un grupo de rock alternativo formado en 1999 por el guitarrista Billy Howerdel y el cantante de Tool, Maynard James Keenan. La primera formación de la banda incluía a Paz Lenchantin como bajista, al guitarrista Troy Van Leeuwen y a Tim Alexander como batería. La última formación de la banda contaba con el bajista de Marilyn Manson y antiguo miembro de Nine Inch Nails Jeordie White; el antiguo guitarrista de The Smashing Pumpkins, James Iha; y el batería de sesión Josh Freese, más conocido por su trabajo con Nine Inch Nails y The Vandals. A pesar de los constantes cambios en la formación, el contenido estilístico de las canciones se ha mantenido constante con Howerdel como compositor y Keenan como letrista. 
A Perfect Circle ha editado cuatro álbumes: Mer de Noms, Thirteenth Step, eMOTIVe y Eat the Elephant. Además, han lanzado un CD/DVD llamado aMOTION, que contiene trece videoclips y una serie de remezclas hechas por Danny Lohner. La banda no ha grabado, ni editado ningún material de larga duración desde que decidieron tomarse un descanso en 2004. Desde entonces cada miembro de la banda ha trabajado en sus otros proyectos como los álbumes de 2006 y 2019 de Keenan con Tool, 10,000 Days y Fear Inoculum, o la fundación por parte de Howerdel de la banda Ashes Divide.
En una entrevista de 2008, Keenan anunció que Howerdel y él han estado trabajando en material nuevo, por lo que daban por finalizado oficialmente el parón de la banda.
Finalmente la banda publicó su cuarto álbum de estudio, Eat the Elephant, en 2018, catorce años después de su anterior trabajo.

## Historia

### Mer de Noms(1999-2001)
A Perfect Circle fue concebido por Billy Howerdel, antiguo técnico de guitarra de Nine Inch Nails, The Smashing Pumpkins, Fishbone y Tool. Howerdel conoció a Maynard James Keenan en 1992 cuando Fishbone teloneaba a Tool. Tres años después, Keenan ofreció a Howerdel, quien buscaba alojamiento, un sitio en su casa de Hollywood, Los Ángeles. Esto le dio la oportunidad a Howerdel de mostrarle a Kennan algunas de sus demos. Keenan quedó satisfecho con lo que escuchó llegando a decir: "Me oigo a mi mismo cantándolas". A pesar de que su idea inicial era contar con una cantante femenina, Howerdel estuvo de acuerdo en que fuese Keenan, por lo que al poco tiempo se formó A Perfect Circle. Al poco se les unieron la bajista y violinista Paz Lenchantin, el exguitarrista de Failure Troy Van Leeuwen, y el antiguo batería de Primus, Tim Alexander. La banda actuó por primera vez en el Viper Club de Los Ángeles el 15 de agosto de 1999. Después de algunos espectáculos en Los Ángeles, entraron al estudio para comenzar a trabajar en su álbum debut. Alexander fue sustituido rápidamente por el músico de sesión y batería de The Vandals, Josh Freese, aunque en la canción "The Hollow" se quedó la grabación de las piezas de batería que hizo Alexander.

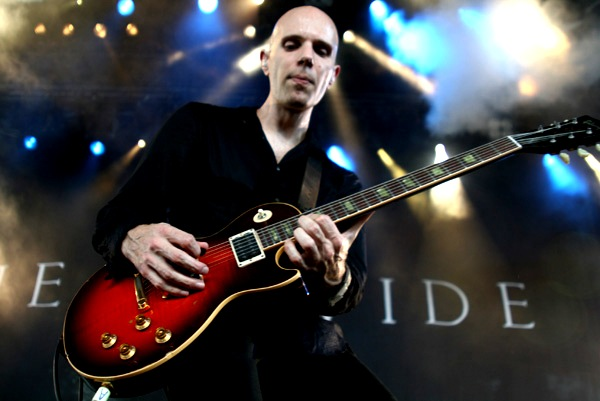
Billy Howerdel, fundador de la banda, en 2008.

El álbum debut de la banda, Mer de Noms ("Mar de nombres" en francés), se lanzó al mercado el 23 de mayo de 2000. Es el álbum debut de una banda de rock que más alto ha debutado en listas, vendiendo más de 188 000 copias en su primera semana, y arrancando en el puesto número cuatro de la lista Billboard 200.
Howerdel llevaba trabajando en algunas de las piezas, como las pistas "Hollow" y "Breña", desde 1988. Poco después de la finalización de las grabaciones, la banda comenzó una gira. Inicialmente, comenzaron como teloneros de Nine Inch Nails en su gira Fragility v2.0 del año 2000, aunque poco después comenzaron una gira mundial como cabezas de cartel, incluyendo el festival canadiense Summersault. Debido a la fama de Keenan por ser el líder de Tool, a menudo se ataviaba con pelucas para distinguirse de su otro personaje. Mer de Noms fue certificado platino por la RIAA el 31 de octubre de 2000, mientras la banda seguía de gira. 
Se extrajeron tres sencillos del álbum: "Judith", "3 Libras" y "The Hollow". Al igual que otras muchas bandas, A Perfect Circle añadieron pequeños detalles escondidos a sus canciones. "Judith" se llama así por la madre de Keenan, quien sufrió un derrame cerebral y se quedó paralítica cuando él tenía once años de edad. "Renholdër" es una referencia al guitarrista e ingeniero de sonido Danny Lohner y se puede leer Re:D.Lohner al revés. Lohner no sabía que la canción trataba de él, a pesar de que su nombre se canta —aunque de forma distorsionada— en la canción.
En la reseña del álbum de la revista Rolling Stone, Pat Blashill escribió que Keenan "añade una angustia casi operística a las canciones de Howerdel" y concluyó diciendo que "A Perfect Circle suena como un sueño desesperado de lo que el rock solía ser. Quizá esa es la cuestión". La reseña de Allmusic expuso que "hay poca duda de que la combinación de la afligida voz de Keenan y las logradas canciones de Howerdel junto a los logros en la producción han dado uno de los mejores toques a lo que queda del 'rock moderno'".

### Thirteenth Step(2002-2003)

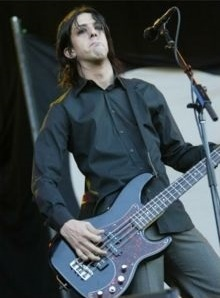
Jeordie White sustituyó a Paz Lenchantin en 2003.

Durante la grabación, lanzamiento y gira del álbum previo de Tool Lateralus, del 2000 al 2002, la banda experimentó un período de inactividad. Este hecho hizo que los miembros de la banda se dedicasen a otros proyectos. Durante la grabación de Thirteenth Step, A Perfect Circle perdió a dos de sus miembros, Paz Lenchantin y Troy Van Leeuwen. Lenchantin abandonó para unirse a la nueva banda de Billy Corgan Zwan en abril de 2002, mientras que Van Leeuwen se marchó para tocar como guitarrista en la gira de Queens of the Stone Age. El exbajista de Marilyn Manson Jeordie White, anteriormente conocido como Twiggy Ramirez, reemplazó a Lenchantin como bajista en enero de 2003, mientras que Danny Lohner adoptó el puesto de guitarrista. No obstante, Lohner no encajó como segundo guitarrista, por lo que el antiguo miembro de Smashing Pumpkins James Iha sirvió de reemplazo.
El segundo álbum de la banda, Thirteenth Step, salió a la venta el 16 de septiembre de 2003. Con la llegada del disco llegó un sonido nuevo. Mientras que Mer de Noms tiene un sonido más duro y profundo, Thirteenth Step es más melódico y directo. Después del lanzamiento, John Lappen de The Hollywood Reporter escribió: "Nunca fueron una banda que pegasen en la cabeza al oyente con un metal brutal, pero ahora están incluso más orientados a las canciones que antes; un cambio que ilustra que la banda le tiene cogido la medida a escribir instrumentales pegadizos que muestran el talento melódico que no era tan visible en su álbum debut". Este nuevo sonido es audible en los tres sencillo extraídos del álbum: "Weak and Powerless", "The Outsider" y "Blue". Después del lanzamiento del disco, la banda se embarcó en una gira por los Estados Unidos hasta final de año. Después, en enero de 2004, se trasladaron a Europa, Australia, Nueva Zelanda y Japón para seguir haciendo conciertos, para volver a Estados Unidos en marzo y terminar la gira, finalmente, a mitad de junio.
El álbum recibió, en general, críticas positivas. La reseña de Allmusic aseguró que "tiene un sonido con una madurez a nivel musical y lírica que normalmente no ocurre hasta el tercer o cuarto álbum de una banda". Yahoo! Music expresó que "tiene sus momentos de himno, pero la verdadera pasión rebosa en las temperamentales oberturas donde el peligro amenazante se siente muy cerca". Rolling Stone escribió en su intento de resumir el álbum que "suena más a la era oscura del [álbum] Disintegration de The Cure que a cualquier banda en la que hubiesen estado alguno de sus miembros antes", y continuó diciendo que "Thirteenth Step no aporrea a los oyentes hasta la sumisión; les calma con guitarras monótonas, bajo y voces hirvientes".

### Emotive&Amotion(2004)
El 2 de noviembre de 2004 (día de elecciones presidenciales en Estados Unidos) lanzaron al mercado un tercer álbum, eMOTIVe, que contiene versiones de canciones antibélicas de canciones de artistas como John Lennon ("Imagine") o Joni Mitchell ("Fiddle and the Drum"). Emotive se grabó con los miembros actuales y con antiguos miembros de la banda, aunque es principalmente obra de Keenan y Howerdel. El sencillo "Passive" es una adaptación de un tema de la banda extinta Tapeworm, un proyecto de Keenan, Trent Reznor de Nine Inch Nails y Danny Lohner. "Passive" se tocó por primera vez con el título de "Vacant" en un concierto de A Perfect Circle en Portland, Oregón, el 31 de enero de 2001, aparentemente sin el consentimiento de Reznor para interpretarla. La canción permaneció sin publicar hasta su aparición en Emotive con el nuevo título "Passive". También aparece en la película Constantine cuando John Constantine (Keanu Reeves) entra en la oficina del club de Papa Midnite (Djimon Hounsou) en la segunda mitad de la película. La pista "Counting Bodies Like Sheep" se utilizó para el tráiler de la película The Taking of Pelham 123, mientras que la canción "The Outsider" (Apocalypse Mix) se usó en el tráiler de Resident Evil: Afterlife y en su escena final.
El álbum recibió críticas mezcladas. En la reseña de Allmusic dijeron que el álbum "pierde gas y no consigue superar el listón dejado con la calidad de los dos anteriores lanzamientos". Rolling Stone alabó la mitad del disco, mientras que criticó la otra mitad, al igual que The Guardian que dijo: "Las versiones a menudo cojean por la incapacidad del artista de alejarse del original y buscar una nueva perspectiva". Ken Micallef de Yahoo! Music escribió: "La banda se apoya en la potencia de su anterior Thirteenth Step, aplicando arreglos hipnóticos, melodías proletarias y ritmos zumbantes a una colección de sonidos absurdos en su superficie, pero unidos por la aproximación instrumental potente y oscura de A Perfect Circle".
El 16 de noviembre de 2004 se lanzó un CD/DVD titulado Amotion. El DVD contiene vídeos musicales de seis sencillos; videoclips inéditos de otras canciones, incluyendo tres versiones alternativas y el vídeo definitivo de "Blue"; y tres tráileres hechas para Bikini Bandits. El CD se compone enteramente de remezclas de los sencillos extraídos de Mer de Noms y Thirteenth Step, hechas por Danny Lohner, Joshua Eustis, Massive Attack y James Iha, entre otros.

### Descanso (2004-2008)
El futuro de A Perfect Circle permaneció incierto entre "el fin" o todavía "en marcha". La banda pasó a estar inactiva después de su concierto en Denver, Colorado, el 13 de junio de 2004. Keenan pasó a trabajar en el siguiente álbum de Tool, 10,000 Days, mientras que Howerdel comenzó a trabajar en un proyecto con Josh Freese que terminó convirtiéndose en la banda Ashes Divide. Además del trabajo de Keenan con Tool, lanzó el álbum debut de su otro proyecto Puscifer, V is for Vagina, el 30 de octubre de 2007. El resto de la banda también se dedicó a otros proyectos. Freese volvió a tocar batería para Nine Inch Nails. White volvió a Marilyn Manson bajo su pseudónimo Twiggy Ramirez, y, aunque se habló de la vuelta de Iha a Smashing Pumpkins con Billy Corgan para la gira de 2007, la idea no fraguó y finalmente comenzó a trabajar en su álbum en solitario.
Tanto Howerdel como Keenan hablaron sobre el futuro de la banda en varios medios entre 2006 y 2008. En una entrevista de febrero de 2006 concedida a la revista Rock Hard, Keenan comentó: "Creo que [APC] se acabó. Empujamos el proyecto lo más lejos que se podía, y sólo nos veo tocando juntos en unos años para hacer una o dos canciones, nada más". En una entrevista de mayo de ese mismo año, la idea de Howerdel sobre una hipotética reunión de la banda era similar a la expuesta por Keenan. En la publicación de noviembre de 2007 de la revista Spin, Keenan contestó a la pregunta de "¿si alguna vez habría otro álbum de APC?" lo mismo que en 2006, diciendo: "Um, no. Quizá, algún día, una canción para una banda sonora. Pero ¿un álbum? No". A pesar de estos comentarios, en una entrevista del mes siguiente para la revista Revolver, Keenan habló sobre las actividades recientes del resto de los miembros de APC y dejó caer la posibilidad de una reunión. Durante la entrevista, Keenan comentó:

El verdadero problema de llevar Tool y A Perfect Circle al mismo tiempo era que ambos trabajaban de la misma manera. Ambas son bandas de gira en directo con su sello discográfico, aun trabajando bajo la vieja mentalidad de contratos. Así que pensé que era el momento de dejar correr A Perfect Circle por ahora y dejar a Billy explorarse a sí mismo. Es duro para un tipo que pasó de ser técnico de guitarra [de Tool] a pertenecer a una banda con un cantante famoso y pretencioso y tener que vivir en la sombra. Era importante para Billy hacer sus cosas y explorar su propio sonido y dejar que la gente oiga lo que tiene que decir por sí mismo, y después volveremos y haremos algo con A Perfect Circle.
Maynard James Keenan Revolver, diciembre de 2007

Aunque el sitio web oficial de la banda no ha ofrecido signos de si la banda se va a volver a reunir o no, seguían apareciendo noticias a través de Keenan de la banda existente. En el boletín informativo de mayo de 2008 de Puscifer, Keenan volvió a hablar del estado de A Perfect Circle: 

Como muchos de ustedes habrán oído, Billy y yo estamos metidos en nuestros propios pequeños proyectos ahora mismo. El suyo se llama Ashes Divide y el mío se llama Puscifer... Tengan en cuenta que A Perfect Circle y Tool siguen vivos y bien. Esto simplemente es más.
Maynard James Keenan Boletín informativo de mayo de 2008

### Regreso (2008-2017)
El 9 de diciembre de 2008, blabbermouth.net escribió que Keenan anunció en el programa de radio The Pulse of Radio que Howerdel y él habían estado componiendo nueva música para A Perfect Circle. No obstante, Keenan también comentó que la banda no tiene planes para volver a hacer gira a gran escala, ni siquiera para componer y grabar un nuevo álbum. Dijo que en lugar de eso, se iban a enfocar en "una o dos canciones cada vez", que seguramente se lanzarán a través de Internet, en lugar de en CD. Keenan llegó a decir que los CD se han convertido en "discos de plástico que ya no importan a nadie". Pero no fue hasta mitad de 2010 que comenzaron a hablar de su vuelta en sus respectivas cuentas de Twitter. En septiembre anunciaron nuevas fechas de giras donde iban a tocar uno de los tres discos de su catálogo; uno por noche. Se anunció que los integrantes para la gira serían Maynard James Keenan, Billy Howerdel, Josh Freese, Matt McJunkins y James Iha.
Josh freese abandonó la banda en 2012.
En 2013 participan en el Festival Lollapalooza Chile, desarrollado en el Parque O´Higgins de Santiago. Keenan también se presenta junto a su banda Puscifer en dicho evento.

### Eat the Elephant(2017-presente)
En octubre de 2017, A Perfect Circle dio a conocer el lanzamiento de su nuevo sencillo titulado The Doomed, que se incluirá en el nuevo disco de la banda.
Las sesiones de grabación de seguimiento para el álbum comenzaron a mediados de 2017, se ralentizaron durante unos meses mientras la banda realizaba una gira por América del Norte, y se reanudó durante un período final intenso a finales de 2017 y enero de 2018. A partir de noviembre, Howerdel informó que 15 canciones estaban en disputa por el álbum, aunque admitió que las cosas cambiaron con frecuencia, con algunas canciones, como "The Doomed" que se desarrolló rápidamente de la nada basándose en una pequeña idea que presentó a Keenan.
Eat the Elephant fue lanzado en abril de 2018 a través del sello discográfico BMG Rights Management (BMG).

## Influencias
Howerdel citó entre sus influencias, varios discos que han tenido un impacto en su forma de tocar: Adam Ant con Kings of the Wild Frontier de su híbrido junto a piratear música con un toque de la música india americana, Siouxsie And The Banshees con Tinderbox como «uno de los discos más intensos que he escuchado» y su «intensa atmósfera», Ozzy Osbourne con Diary of a Madman como «Randy Rhodes fue una gran influencia para mí, especialmente cuando empecé», también nombró a la banda británica Depeche Mode (Especialmente en Eat The Elephant) y finalmente The Cure con Pornography, que ha calificado de «intensa atmosférica otro disco».

## Miembros de la banda
| Miembros actuales - Maynard James Keenan - voz principal (1999-presente) - Billy Howerdel - guitarra líder, teclados, bajo (en estudio), voz (1999-presente) - James Iha - guitarra rítmica, teclados (2003-2004, 2010-presente) - Josh Freese - batería, percusión (1999-2012, 2024-presente) - Matt McJunkins - bajo, coros (2010-presente) | Miembros anteriores - Tim Alexander - batería, percusión (1999) - Troy Van Leeuwen - guitarra rítmica (1999-2003) - Jeordie White - bajo (2003-2004) - Paz Lenchantin - bajo, coros (1999-2002), cuerdas (1999-2002, 2004), piano (2004) - Danny Lohner - guitarra rítmica, bajo, teclados, coros (1999-2002, 2004), ingeniero de sonido (1999-2004) - Jeff Friedl - batería, percusión (2011-2024) |

Línea del tiempo

## Discografía
Álbumes de estudio
- 2000: Mer de Noms
- 2003: Thirteenth Step
- 2004: Emotive
- 2018: Eat the Elephant